# Głos wolny wolność ubezpieczający
Głos wolny wolność ubezpieczający (oryg. Głos wolny wolność ubespieczaiący) – traktat polityczny, wydany przypuszczalnie w 1743 roku, ogłoszony przez Stanisława Leszczyńskiego, a napisany przez kogoś z kręgu jego zwolenników. Emanuel Rostworowski wskazuje na Mateusza Białłozora, litewskiego szlachcica, który miał napisać go po polsku w 1733.
W traktacie tym wytyczono drogę reform, jaką powinna pójść Rzeczpospolita. Wskazuje się tam, że niezbędne są zmiany w położeniu chłopów, których nędza ciąży nad polskim rolnictwem. Postuluje się obdarzenie chłopów wolnością osobistą i ich oczynszowanie. Wskazuje na nieodzowną potrzebę poprawy sytuacji miast, handlu i przemysłu. Autor proponuje utrzymać sejm, wolną elekcję, a nawet liberum veto. Chce jednak ograniczyć i uporządkować ich stosowanie. Usprawniona władza centralna, w takich dziedzinach jak wojsko, skarb, policja i sądownictwo miała opierać się na kolegialnych, fachowych radach ministerialnych. Armia miała liczyć 100 tysięcy żołnierzy. Sprawę opodatkowania szlachty traktat pomija milczeniem.